# 阿剌忒纳答剌
阿剌忒纳答剌（？—1331年2月22日），孛儿只斤氏，元朝皇族。元文宗图帖睦尔的长子，母親是卜答失里皇后。原封燕王。至顺元年十二月初五辛亥（1331年1月13日），元文宗冊立他為太子。至顺二年正月十五辛卯（1331年2月22日），阿剌忒纳答剌去世。之後，元文宗以为太子之死，是因为他误信奸臣燕铁木儿杀死大哥元明宗的报应，所以他死后皇位由明宗的儿子元寧宗、元順帝繼承。

## 延伸阅读
[在维基数据编辑]
 《新元史/卷114》，出自柯劭忞《新元史》